# Vladimir Chatalov
Pour les articles homonymes, voir Chatalov.
Vladimir Aleksandrovitch Chatalov (en russe : Владимир Александрович Шаталов) est un cosmonaute soviétique, né le 8 décembre 1927 et mort le 15 juin 2021. Il est distingué héros de l'Union soviétique en 1969 à deux reprises. La municipalité de Baïkonour lui attribue le titre de citoyen d'honneur en 1974. Il est également élu député du 10e Soviet suprême de l'Union soviétique. Chatalov dirige le Centre d'entraînement des cosmonautes Youri-Gagarine en 1987-1991.

## Vols réalisés
Il effectua 3 vols au cours desquels il cumula près de 10 jours en orbite :
- Soyouz 4, le 14 janvier 1969 : ses coéquipiers Alekseï Ielisseïev et Ievgueni Khrounov, à bord de Soyouz 5, procèdent à une sortie orbitale pour le rejoindre. Ils atterrissent le 17 janvier 1969.
- Soyouz 8, du 13 octobre 1969 au 17 octobre 1969.
- Soyouz 10, lancé le 22 avril 1971 en direction de Saliout 1. L'amarrage avec la station échoue et le véhicule revient sur Terre le 25 avril 1971.